# Suicide Squeeze Records
Suicide Squeeze Records es una compañía discográfica independiente estadounidense fundada en 1996 por David Dickenson, la discográfica alberga diversos géneros musicales del rock, punk y metal, también dando oportunidad a artistas pertenecientes al performance de arte y a la música de comedia, A pesar de que fue fundada en la década de 1990, fue una de las discográficas que también apoyaron el movimiento del grunge y del indie rock en su época.
Actualmente es considerada una discográfica de culto, debido al amplio repertorio de artistas que han fichado con la discográfica.

## Algunos artistas de la discográfica
- Bleached
- Elliott Smith
- Health
- JEFF the Brotherhood
- King Tuff
- Melvins
- Minus the Bear
- Nobunny
- Of Montreal
- Russian Circles
- Shannon and the Clams
- The Constantines
- This Will Destroy You